# Alexis Allart
Pour les articles homonymes, voir Allart.
Alexis Allart est un footballeur français né le 7 août 1986 à Charleville-Mézières.

## Sa carrière de joueur

### Les débuts
Alexis Allart débute comme milieu de terrain à l'Olympique de Charleville puis est pensionnaire du centre de pré-formation de Madine, en Lorraine. À l'âge de 15 ans, il part pour l'AS Monaco, dont il intègre le centre de formation. Il y reste au total durant cinq années, dispute les championnats nationaux en catégorie de jeunes, puis fait ses premiers pas en équipe réserve en CFA, avec laquelle il inscrit quatre buts en vingt-deux rencontres lors de la saison 2005-2006. Barré à son poste par de nombreux joueurs internationaux tels que Fernando Morientes, Christian Vieri, Emmanuel Adebayor, Javier Saviola ou encore Chevanton, il ne dispute pas un seul match en équipe fanion. De plus, une blessure au tendon du genou le tient éloigner des pelouses durant onze mois. Il est néanmoins retenu sur la feuille de match de la dernière journée de championnat de la saison face à l'AS Nancy Lorraine, mais c'est du banc de touche que celui qui a été repositionné avant-centre assiste à la rencontre, sans entrer en jeu. Parallèlement à cette période monégasque, il est régulièrement sélectionné dans les Équipes de France de jeunes. 
Sans avenir sur le Rocher du fait de cette  forte concurrence, il décide de s'aguerrir dans les divisions inférieures et s'engage donc pour deux ans avec le CS Louhans-Cuiseaux en championnat National (échelon 3 de la hiérarchie) sur les conseils de son ancien partenaire Sofyane Cherfa. À son arrivée en Bresse, il espère que ce chalenge sera un tremplin pour sa carrière et se fixe comme objectif d'atteindre la barre des vingt buts, ce qui est un sujet de railleries de la part de ses équipiers.[réf. nécessaire] Cependant, au sein d'une équipe jeune, il répond à ces moqueries de la meilleure des manières, sur le terrain. Après une première moitié de saison moyenne passée en tant que milieu droit, il retrouve un poste d'attaquant et marque à quatorze reprises lors des matches retour, achevant la compétition parmi les meilleurs buteurs de la division avec un total de dix-huit réalisations. Il délivre également cinq passes décisives au cours de cette saison, et ce malgré une blessure aux ischios qui l'a écartée des terrains durant deux mois.

### L'exil manqué
Commençant à faire parler de lui, il intéresse des formations plus huppées. Désireux de jouer plus haut et estimant qu'il s'agit du bon moment pour partir, il quitte Louhans. Un temps annoncé du côté du FC Metz, du FC Nantes ou encore du Stade de Reims, il signe finalement un contrat de deux ans avec le club belge du Royal Excelsior Mouscron, parce que c'est le club qui s'est montré le plus insistant selon lui. Le montant du transfert s'élève à 160 000 €. Pour cause de blessure, il ne participé aux premiers matches de la saison, puis se retrouve très vite sur le banc, voire en équipe réserve. L'entraîneur en place, qui a débarqué au club après Allart, lui fait comprendre qu'il n'entre pas dans ses plans. En tout et pour tout, il ne joue que deux matchs officiels avec l'équipe fanion.

### La relance
En quête de temps de jeu, il est prêté pour six mois avec option d'achat à Sedan, formation de Ligue 2, au mercato d'hiver. Pour son tout premier match sous les couleurs du club ardennais, Allart inscrit le but de la victoire sur le terrain de Gueugnon. Une semaine plus tard, il est titularisé pour la première fois face à Niort, pour un nouveau succès des Sedanais 1-0. Avec au total quatre réalisations, cette demi-saison dans les Ardennes est très encourageante et incite les dirigeants de Sedan à conserver le joueur. Ils lui font signer un contrat d'une durée de trois ans.
L'année suivante, Allart confirme en inscrivant à nouveau plusieurs buts, bien qu'il ne soit pas toujours titulaire. Il doit faire face notamment à la concurrence de Marcus Mokaké, David Suarez et, plus tard, de Babacar Gueye. Il gagne définitivement ses galons dans le onze de départ de Landry Chauvin après sa prestation à Strasbourg en Coupe de France où il offre une passe décisive et réussit un doublé dont un but de 20 mètres au départ duquel il contrôle le ballon de la poitrine dos au but, efface deux défenseurs alsaciens en s'emmenant le cuir dans la direction du but d'un jongle, puis expédie une volée du droit dans le but adverse. Il est véritablement le bourreau de Strasbourg, puisqu'il marque contre la formation de l'Est également lors des deux confrontations en championnat. Le 20 mars 2009, Allart inscrit à Reims son huitième but de la saison en L2 et devient ainsi le meilleur buteur du club devant Marcus Mokaké. Une déchirure aux adducteurs le rend indisponible pour une durée d'un mois  il termine la saison avec neuf buts au compteur.
Le CS Sedan-Ardennes attaque la saison 2009-2010 avec l'ambition de retrouver l'élite. Allart inscrit son premier but pour cette nouvelle saison le 18 août 2009 contre l'AC Ajaccio, mais cette réalisation n'empêche pas une défaite des locaux sur le score de 1-3. Pour le compte de la 5e journée de championnat, Alexis Allart réussit un doublé au Stade de la Meinau de Strasbourg et confirme qu'il est toujours très efficace face à la formation alsacienne. Il conclut le championnat avec un total de treize buts marqués et finit à la septième place du classement des buteurs. Il est nommé parmi les meilleurs joueurs de L2 de l'année 2010 par le bi-hebdomadaire France Football, mais c'est le Dijonnais Ribas qui est élu.
Après une bonne première partie de saison 2010-2011 au cours de laquelle il marque à sept reprises, les choses se compliquent pour Allart après la trêve hivernale. Auteur de performances moyennes en début d'année 2011 et n'ayant pas inscrit de but depuis le 15 novembre, il perd sa place de titulaire jusqu'à sortir du groupe pour le déplacement à Istres le 11 mars. Invité à voyager le lendemain pour disputer avec la réserve le match de championnat, il refuse et est sanctionné par le club qui décide de le mettre à l'écart du groupe professionnel jusqu'à nouvel ordre. Il ne sera réintégré qu'une semaine plus tard, après avoir disputé le match de CFA2 opposant la réserve sedanaise à l'ES Wasquehal. Il ne fait son retour avec l'équipe première du CSSA qu'un mois plus tard où, profitant de la blessure de Nicolas Fauvergue, il est propulsé titulaire lors du match de Ligue 2 contre le Stade lavallois. Il est crédité d'une très bonne prestation, inscrivant un doublé dont une spectaculaire reprise de volée. Allart achève cette saison en ayant inscrit en tout dix but en championnat. Sedan manque l'accession en Ligue 1.

### Le nouveau challenge
Après avoir refusé une prolongation de contrat à Sedan, l'ardennais est d'abord annoncé partant à l'AC Arles-Avignon ainsi qu'à l'AC Ajaccio, mais, séduit par le projet de reconstruction du club, il prend finalement la décision de s'engager pour trois saisons avec l'US Boulogne. Il succède aux avants postes à Grégory Thil, figure emblématique du club, ce qui constitue pour lui "une source de motivation". Il se dit décidé à s'imposer avec ses propres qualités. L'attaquant joue son premier match sous ses nouvelles couleurs le 1er août 2011 au Stade Louis II, face au club qui l'a formé, l'AS Monaco. Titularisé, il ne marque pas et son équipe obtient le partage des points 0-0. La semaine suivante, il réussit son premier but en ouvrant le score du penalty face au SCO Angers. À la fin de cette première saison, Allart a marqué 16 buts pour les maritimes toutes compétitions confondues, un ratio plus qu'honorable pour une première saison mais qui malheureusement n'empêche pas la rétrogradation de l'USBCO en national.
Annoncé partant à l'intersaison, il débute néanmoins la saison en national et marque, avant la fin du mois d'Aout, à 3 reprises. Il est laissé libre par l'USBCO pour alléger la masse salariale du club relégué en National.

### Allart à Istres
Alors qu'il lui restait un an de contrat à Boulogne, le club, dans une situation financière délicate avant de démarrer la saison 2013/2014 en championnat national, et le joueur, désireux de rester en Ligue 2, décident de résilier à l'amiable le contrat engagé. Libre, Alexis Allart s'engage à l'été 2013 au FC Istres où il rejoint l'un de ses anciens entraîneur à Sedan, José Pasqualetti.

## Statistiques
| Saison                | Club                      | Championnat           | Championnat | Championnat | Coupe nationale | Coupe nationale | Coupe de la Ligue | Coupe de la Ligue | Total | Total |
| Saison                | Club                      | Division              | M.          | B.          | M.              | B.              | M.                | B.                | M.    | B.    |
| 2006-2007             | CS Louhans-Cuiseaux       | National              | 35          | 18          | 1               | 0               | -                 | -                 | 36    | 18    |
| 2007-2008             | Excelsior Mouscron        | Jupiler Pro League    | 2           | 0           | -               | -               | -                 | -                 | 2     | 0     |
| 2007-2008             | CS Sedan Ardennes         | Ligue 2               | 13          | 4           | 4               | 0               | -                 | -                 | 17    | 4     |
| 2008-2009             | CS Sedan Ardennes         | Ligue 2               | 29          | 9           | 6               | 3               | -                 | -                 | 35    | 12    |
| 2009-2010             | CS Sedan Ardennes         | Ligue 2               | 36          | 13          | 3               | 2               | 5                 | 3                 | 44    | 18    |
| 2010-2011             | CS Sedan Ardennes         | Ligue 2               | 30          | 10          | 4               | 0               | 1                 | 0                 | 35    | 10    |
| 2011-2012             | US Boulogne               | Ligue 2               | 36          | 12          | 3               | 2               | 1                 | 1                 | 40    | 15    |
| 2012-2013             | US Boulogne               | National              | 5           | 3           | -               | -               | 1                 | 0                 | 6     | 3     |
| 2012-2013             | LB Châteauroux (prêt)     | Ligue 2               | 16          | 1           | 2               | 2               | -                 | -                 | 18    | 3     |
| 2013-2014             | FC Istres                 | Ligue 2               | 10          | 1           | 2               | 0               | 1                 | 0                 | 13    | 1     |
| 2015-2016             | US Boulogne               | National              | 4           | 0           | -               | -               | -                 | -                 | 4     | 0     |
| 2015-2016             | CA Bastia                 | National              | 4           | 2           | 1               | 0               | -                 | -                 | 5     | 2     |
| 2016                  | TOT FC                    | TPL                   | -           | -           | -               | -               | -                 | -                 | 0     | 0     |
| 2016-2017             | Amicale sportive de Vitré | CFA                   | 12          | 6           | -               | -               | -                 | -                 | 12    | 6     |
| 2016-2017             | USL Dunkerque             | National              | 10          | 3           | -               | -               | -                 | -                 | 10    | 3     |
| 2017-2018             | USL Dunkerque             | National              | 10          | 1           | 4               | 0               | -                 | -                 | 14    | 1     |
| Total sur la carrière | Total sur la carrière     | Total sur la carrière | 252         | 83          | 30              | 9               | 9                 | 4                 | 291   | 96    |

## Sélections
- International français des moins de 16 ans
- International français des moins de 17 ans